# Ненсі Чаффі
Ненсі Чаффі (англ. Nancy Chaffee; 6 березня 1929 — 11 серпня 2002) — колишня американська тенісистка.
Найвищу одиночну позицію світового рейтингу — 4 місце досягла 1951 року.
Найвищим досягненням на турнірах Великого шолома був фінал в парному розряді.
Завершила кар'єру 1956 року.

## Фінали турнірів Великого шолома

### Парний розряд
| Результат | Рік  | Турнір             | Покриття | Партнерка             | Суперниці             | Рахунок  |
| --------- | ---- | ------------------ | -------- | --------------------- | --------------------- | -------- |
| Поразка   | 1951 | U.S. Championships | Трава    | Патрісія Каннінґ-Тодд | Ширлі Фрай Доріс Гарт | 4–6, 2–6 |